# Lepocranus fuscus
Lepocranus fuscus är en insektsart som beskrevs av Luc A. Devriese 1991. Lepocranus fuscus ingår i släktet Lepocranus och familjen torngräshoppor. Inga underarter finns listade i Catalogue of Life.